# Allison DuBois
Allison DuBois (Phoenix (Arizona), 24 januari 1972) is een Amerikaans auteur en medium. DuBois heeft verklaard dat gebruik van haar paranormale gave de Amerikaanse justitie heeft geholpen bij het oplossen van misdaden. Dat was ook de basis voor de televisieserie Medium.
Haar gave als medium is getest door Gary E. Schwartz van de Universiteit van Arizona. Hoewel Schwartz beweert dat zijn onderzoek DuBois' gave staaft, wijzen sceptici op onvolkomenheden in DuBois' beweringen en het onderzoek van Schwartz. Sommige van DuBois' beweringen met betrekking tot werk in zgn. 'high profile'-zaken, zoals haar beschrijving van de "Baseline Rapist", bleken onjuist of van geringe waarde.

## Boeken
DuBois is auteur van vier boeken over het zijn van een medium.
- 2005: Don't Kiss Them Good-bye. New York: Simon & Schuster. ISBN 978-0-7432-8228-4.
- 2006: We Are Their Heaven: Why the Dead Never Leave Us. New York: Simon & Schuster. ISBN 978-0-7432-9113-2.
- 2007: Secrets of the Monarch: How the Dead Can Teach Us About Living a Better Life. New York: Fireside Books. ISBN 978-0-7432-9114-9.
- 2011: Talk To Me--What the Dead Whisper in Your Ear. Phoenix, Arizona: STTT, Inc. ISBN 978-0-9761535-1-1.

- Biblioteca Nacional de España: XX1758243
- Bibliothèque nationale de France: cb15517420b (data)
- Gemeinsame Normdatei: 131412493
- International Standard Name Identifier: 0000 0000 7826 4808
- Library of Congress Control Number: n2005014048
- Nederlandse Thesaurus van Auteursnamen: 291224156
- Virtual International Authority File: 72523964
- WorldCat: E39PBJrmbcd6VtcFj7BCVFDH4q